# Brione sopra Minusio
Brione sopra Minusio, Brione s/M (lmo. Briu) – miejscowość i gmina w południowej Szwajcarii, w kantonie Ticino, w okręgu (distretto) Locarno, w powiecie (circolo) Navegna.

## Demografia
W Brione sopra Minusio mieszka 461 osób. W 2021 roku 20% populacji gminy stanowiły osoby urodzone poza Szwajcarią. 

## Transport
Przez teren gminy przebiega autostrada A13.